# Liste de jeux Taito
Pour un article plus général, voir Taito (entreprise).
Cet article répertorie la liste des jeux Taito triés par ordre chronologique :

## Jeux développés et/ou édités

### 1973
- Davis Cup
- Astro Race
- Elepong
- Soccer
- Pro Hockey

### 1974
- Attack UFO
- Basketball
- Speed Race
- Western Gun 2

### 1975
- Interceptor
- Western Gun

### 1976
- Attack
- Avenger
- Crashing Race
- Speed Race DX
- Speed Race Twin
- Western Gun

### 1977
- Barricade II
- Cross Fire
- Hustle
- Fisco 400
- Flying Fortress
- Flying Fortress II
- Gun Man
- Missile-X
- Safari
- Super High-Way
- Sub Hunter
- T.T. Block

### 1978
- Acrobat
- Blue Shark
- Road Champion
- Space Invaders
- Super Block
- Super Speed Race V
- Top Bowler
- T.T Trampoline

### 1979
- Field Goal
- Galaxy Wars
- Galaxy Rescue
- Space Chaser
- Space Invaders Part II
- Straight Flush
- T.T Ball Park II
- Zun Zun Block

### 1980
- Astro Zone
- Balloon Bomber
- Black Beetles
- Crazy Balloon
- Indian Battle
- Lupin III
- Phoenix
- Polaris
- Speed Race GP-5
- Stratovox
- Super Speed Race GP V
- Steel Worker
- Tri-Attacker

### 1981
- Colony 7
- Frog and Spiders
- Grand Champion
- Marine Date
- Qix
- Qix II
- Rock Climber
- Rumba Lumber
- Space Cruiser
- Space Dungeon
- Space Seeker

### 1982
- Alpine Ski
- Big Combat
- Birdie King
- Dock Man
- Electro Yo-Yo, The
- Front Line
- Jolly Jogger
- Jungle Hunt
- Kram
- Pirate Pete
- Strike Bowling
- Time Tunnel
- Wild Western
- Zoo Keeper

### 1983
- Bio Attack
- Birdie King 2
- Chack'n Pop
- Change Lanes
- Elevator Action
- High Way Race
- Joshi Volleyball
- Laser Grand Prix
- Tin Star, The
- Ultra Quiz
- Water Ski

### 1984
- 40-0
- Birdie King 3
- Buggy Challenge
- Complex X
- Cosmos Circuit
- Cosmopolis, un shoot them up jamais commercialisé
- Field Day
- Fire Battle
- Gyrodine
- Great Swordsman
- Kick Start Wheelie King
- The Legend of Kage
- Ninja Hayate
- Outer Zone
- Pit and Run
- Ring Fighter
- Sea Fighter Poseidon
- Seafly
- Victorious Nine

### 1985
- Fairland Story, The
- Go! Go! Mr. Yamaguchi
- Metal Soldier Isaac II
- Nunchacken
- Ping Pong King
- Return of the Invaders
- Samurai Nihon-ichi
- Sky Destroyer
- Space Battleship Yamato
- Super Dead Heat
- Super Speed Race Jr
- Tiger Heli
- Time Gal
- Typhoon Gal
- Wyvern F-0

### 1986
- Arkanoid
- Big Event Golf
- Bubble Bobble
- Cycle Shooting
- Daikaizyu
- Darius
- Gladiator
- Guardian
- Halley's Comet
- Kick and Run
- KiKiKaiKai
- Land Sea Air Squad
- N.Y. Captor
- Prebillian
- Slap Fight
- S.R.D. Mission
- Tokio (en)
- Xain'd Sleena

### 1987
- Arkanoid: Revenge of Doh
- Continental Circus
- Dr. Toppel's Adventure
- Extermination
- Exzisus
- Midnight Landing
- The Ninja Warriors
- Operation Wolf
- Plump Pop
- Rastan Saga
- Rainbow Islands
- Super Qix
- Tournament Arkanoid
- Vs. Hot Smash

### 1988
- Chase H.Q.
- Cloud Master
- Final Blow
- Kabuki-Z
- Kageki
- New Zealand Story, The
- The Ninja Warriors
- Operation Thunderbolt
- Top Landing
- Rainbow Islands Extra
- Rastan Saga II
- Superman

### 1989
- Cadash
- Cameltry
- Darius II (Sagaia)
- Don Doko Don
- Halley Wars
- Insector X
- Master of Weapon
- Plotting (Flipping)
- Puzznic
- Special Criminal Investigation
- Volfied

### 1990
- Air Inferno
- Ashita no Joe
- Demon Sword
- Football Champ
- Growl
- Gun Frontier
- Liquid Kids
- Sonic Blast Man
- Space Gun
- Super Space Invaders '91
- Thunder Fox

### 1991
- Hattrick Hero
- Metal Black
- Parasol Stars
- Power Blade
- Pu.Li.Ru.La
- Saint Sword
- Super Long Nose Goblin
- Warrior Blade: Rastan Saga Episode III

### 1992
- Arabian Magic
- Dead Connection
- Grid Seeker: Project Storm Hammer
- Ground Effects
- Gun Buster
- Riding Fight
- Ring Rage
- Taito Cup Finals
- Super Chase: Criminal Termination

### 1993
- Cyber Sterra
- The Flintstones (version Mega Drive)
- Gokuraku Chuka Taisen
- Hattrick Hero '93
- Light Bringer
- RayForce
- Super Cup Finals
- Top Ranking Stars
- Under Fire

### 1994
- Ben Bero Beh
- Bubble Symphony (Bubble Bobble II)
- Chase Bombers
- Darius Gaiden
- Darius Gaiden Extra Version
- Elevator Action II
- Global Champion
- Hattrick Hero '94
- Hattrick Hero '95
- Operation Wolf 3
- Quiz Theater: 3tsu No Monogatari
- Puzzle Bobble (Bust-a-Move)
- Slap Shot
- Sonic Blast Man II
- Space Invaders DX

### 1995
- Bubble Memories
- Dangerous Curves
- Gekirindan
- Jupiter Strike
- Lady Stalker: Challenge from the Past
- Landing Gear
- Moriguchi Hiroko no Quiz de Hyūhyū (avec Hiroko Moriguchi)
- Psychic Force
- Puzzle Bobble 2 (Bust-a-Move 2)
- Puzzle Bobble 2 X
- Space Invaders '95
- Twin Qix

### 1996
- Cleopatra Fortune
- Fighters' Impact
- Magical Date
- Psychic Force EX
- Puzzle Bobble 3 (Bust-a-Move 3)
- RayStorm
- Side By Side
- Sonic Blast Man 2
- Super Football Champ

### 1997
- Arkanoid Returns
- Arkanoid: Doh it Again
- Densha de Go!
- Densha de Go! EX
- Fighters' Impact A
- G-Darius
- G Darius Ver.2
- Kirameki Star Road
- Magical Date EX
- Pop'n Pop
- Puchi Carat
- Puzzle Bobble 4 (Bust-a-Move 4)
- Side By Side 2 Evoluzione

### 1998
- Bakushō Jinsei 64: Mezase! Resort Ō
- Chaos Heat
- Densha de Go! 2
- Land Maker
- Operation Tiger
- Psychic Force 2012
- RayCrisis

### 1999
- Battle Gear
- Densha de Go!
- Densha de Go! 3 Tsūkinhen
- Densha de Go! 64
- G-Darius
- Landing High Japan
- Power Diggerz
- RC de Go!
- Super Puzzle Bobble (Super Bust-a-Move)

### 2000
- Battle Gear 2
- Bust-a-Move Millennium
- Chaos Break
- Cosmo Warrior Zero
- Ganbare Untenshi!!
- RayCrisis
- Soutenryu
- Stunt Typhoon

### 2001
- Cleopatra Fortune Plus
- Stunt Typhoon Plus

### 2002
- Azumanga Daioh Puzzle Bobble
- Battle Gear 3
- Battle Gear 3 Tuned
- Raizin Ping Pong

### 2003
- Space Invaders Anniversary

### 2004
- Battle Gear 4
- Zoids Infinity

### 2005
- ExZeus
- Spica Adventure
- Taito Legends

### 2006
- Chase HQ: Nancy Yori Kinkyū Renraku
- Cooking Mama
- Lost Magic
- Tous Ambidextres

### 2007
- Chase H.Q. 2

### 2008
- Arkanoid DS

### 2013
- Groove Coaster Arcade

### 2019
- Nascar 2019

## Jeux édités seulement
Taito a également commercialisé des jeux de développeurs tiers, parfois sous licence dans une seule région du monde : 
- Renegade (1986, Technos)
- Twin Cobra (1987, Toaplan)
- Truxton (1988, Toaplan)
- Hellfire  (1989, Toaplan)
- Target: Renegade (1990, Ocean Software)
- Wrath of the Black Manta (1990, Kyugo Boueki)
- Little Samson (1991, Takeru)
- Lufia and the Fortress of Doom (1992, Neverland Co.)
- Lufia II: Rise of the Sinistrals (1995, Neverland Co.)
- Twin Cobra II (1995, Takumi)